# Camsar (filho de Perozamates)
Camsar (Kamsar) foi um suposto nobre armênio-parta do século IV, ancestral epônimo da família Camsaracano.

## Vida

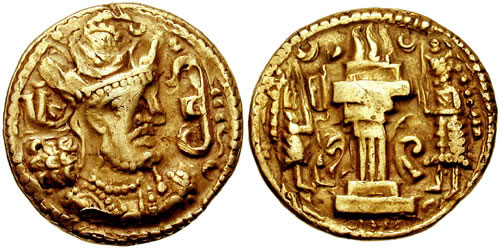
Dinar de r.

Camsar era filho de Perozamates. Em seu tempo, ao sentir-se pressionado por ficar entre dois reis hostis a ele (o xá Sapor II e certo Uzurces Cacano), e por seus irmãos não o apoiarem, decidiu reunir sua família e comitiva e ir a Tiridates III (r. 298–330) na Armênia. Era militarmente ativo desde o tempo de seu pai, sendo lembrado por sua bravura, mas num combate foi atingido por um machado e perdeu parte do crânio. Embora curado por medicamentos, seu crânio permaneceu incompleto e por isso foi chamado Camsar.
Foi batizado com seu parentes por Gregório, o Iluminador e Tiridates deu grande propriedade de Artaxes, chamada Drascanaquerta, e a província de Siracena para ele e seu irmão leal. Porém, sete dias depois Camsar falece e sua propriedade é legada por seu filho Arsabero I. Também tinha como filho Narses I.